# TrackTest
TrackTest Online English Assessment ou TrackTest est un organisme crée en Novembre 2012,. Il fournit un outil d'évaluation en ligne permettant de mesurer le niveau et les compétences d'Anglais de personnes qui ne sont pas natives de pays anglophone.
Le test utilise une notation basée sur les critères du Cadre européen commun de référence pour les langues.
TrackTest a créé une alternative plus moderne aux tests sous format papier pourvu par les sociétés déjà existantes comme l'ETS.
En 2014, TrackTest English était utilisé par des étudiants issus de 173 différents pays et parlé par 136 langages.
L'organisation est un membre institutionnel affilié à l'Association des Testeurs de Langues en Europe.

## Format et notation
TrackTest est un test en ligne d'une durée approximative de 45 minutes et permet de tester la grammaire et la compréhension écrite et orale.
Les résultats TrackTest sont disponibles directement après avoir validé le test. Il est demandé d'obtenir un taux de 65% de réponses correctes ou plus afin de valider le test.
En 2013, TrackTest introduit "TrackTest Score" pour un meilleur suivi des progrès des utilisateurs. Les résultats sont calculés instantanément sur un barème de 0 à 1200 en utilisant un algorithme basé sur résultats des autres utilisateurs et en reflétant la différence de difficulté entre chaque niveau.
Les tests d'Expression Orale et Écrite sont des modules optionnels des tests TrackTest.
Il est ajouté pour tous les tests de niveau de compétence TrackTest English réussis moyennant un supplément.